# Rio Tinto Alcan
Rio Tinto Alcan Inc. représente la branche aluminium du groupe minier Rio Tinto. Né du rachat d'Alcan par Rio Tinto en 2007 qui l'a intégré à Rio Tinto Aluminium, il est depuis sa création le numéro un mondial du secteur[réf. nécessaire]. L'entreprise a annoncé en mai 2015 que le nom d'Alcan disparaîtrait graduellement de ses enseignes pour ne conserver que l'appellation Rio Tinto.

## Histoire
L'entreprise Alcan est créée en 1902[réf. nécessaire]. Elle est rachetée en 2007 par Rio Tinto et devient Rio Tinto Alcan Inc en 2008.
En décembre 2011, Rio Tinto annonce un investissement de 2,7 milliards US$ pour rendre moderne les installations à Kitimat en Colombie-Britannique.
En mai 2018, Rio Tinto et Alcoa annoncent la création de la coentreprise Elysis destinée à produire en 2024 de l'aluminium via une technologie réduisant les émissions de gaz à effet de serre lors de la procédure de fusion du métal, avec l'aide de l'entreprise Apple.

## Activités

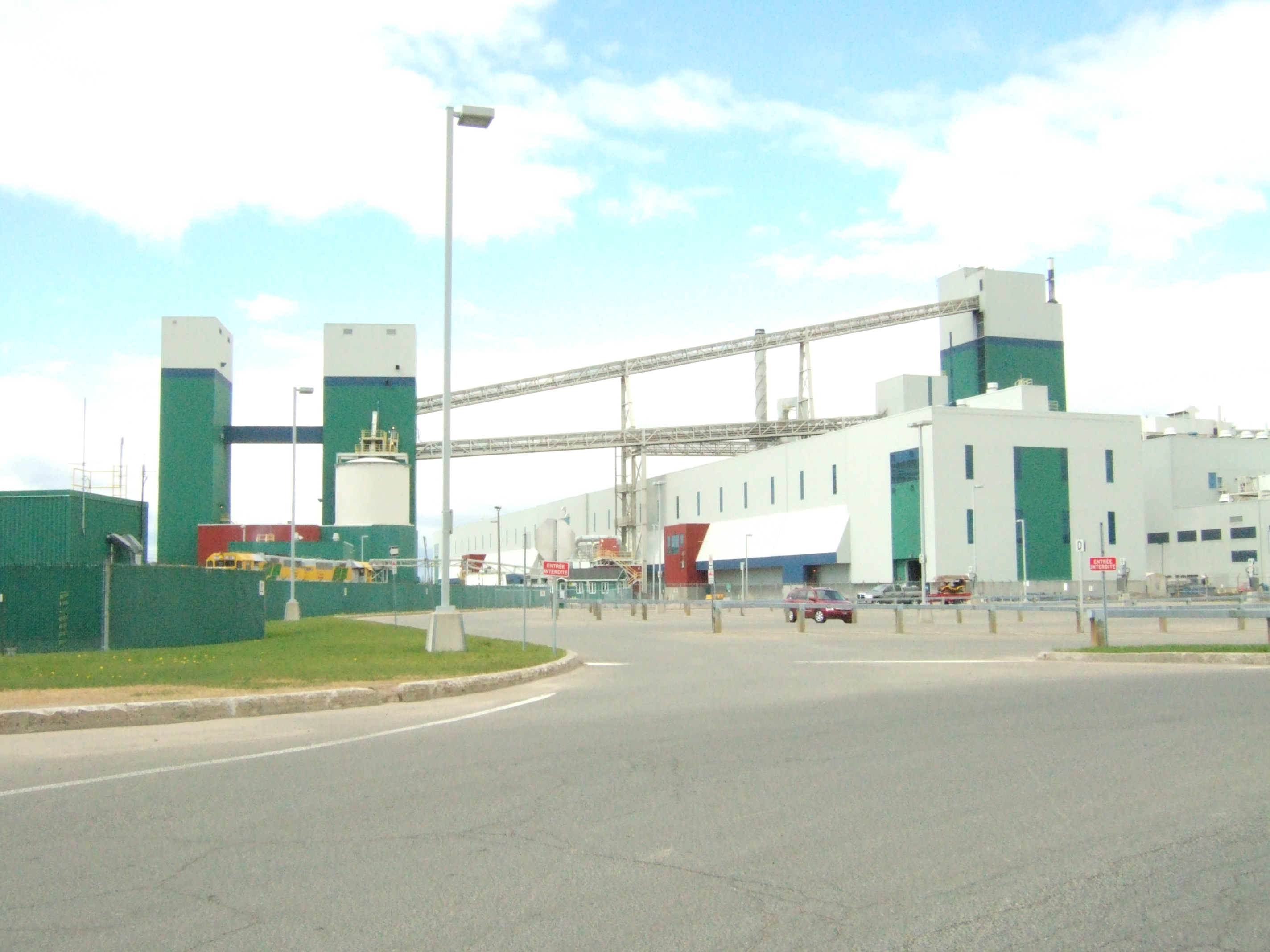
Usine Rio Tinto Alcan à Alma au Québec.

Comme ses principaux concurrents, Alcoa et Rusal, Rio Tinto réalise trois activités principales : l'extraction de la bauxite, le raffinage de l'alumine à partir de la bauxite, et la production de l'aluminium à partir de l'alumine. En avril 2009, il possède six mines de bauxite, dix raffineries d'alumine et 23 alumineries. Plus de la moitié de sa production de bauxite et d'alumine est à l'époque faite en Australie.

### Énergie hydroélectrique

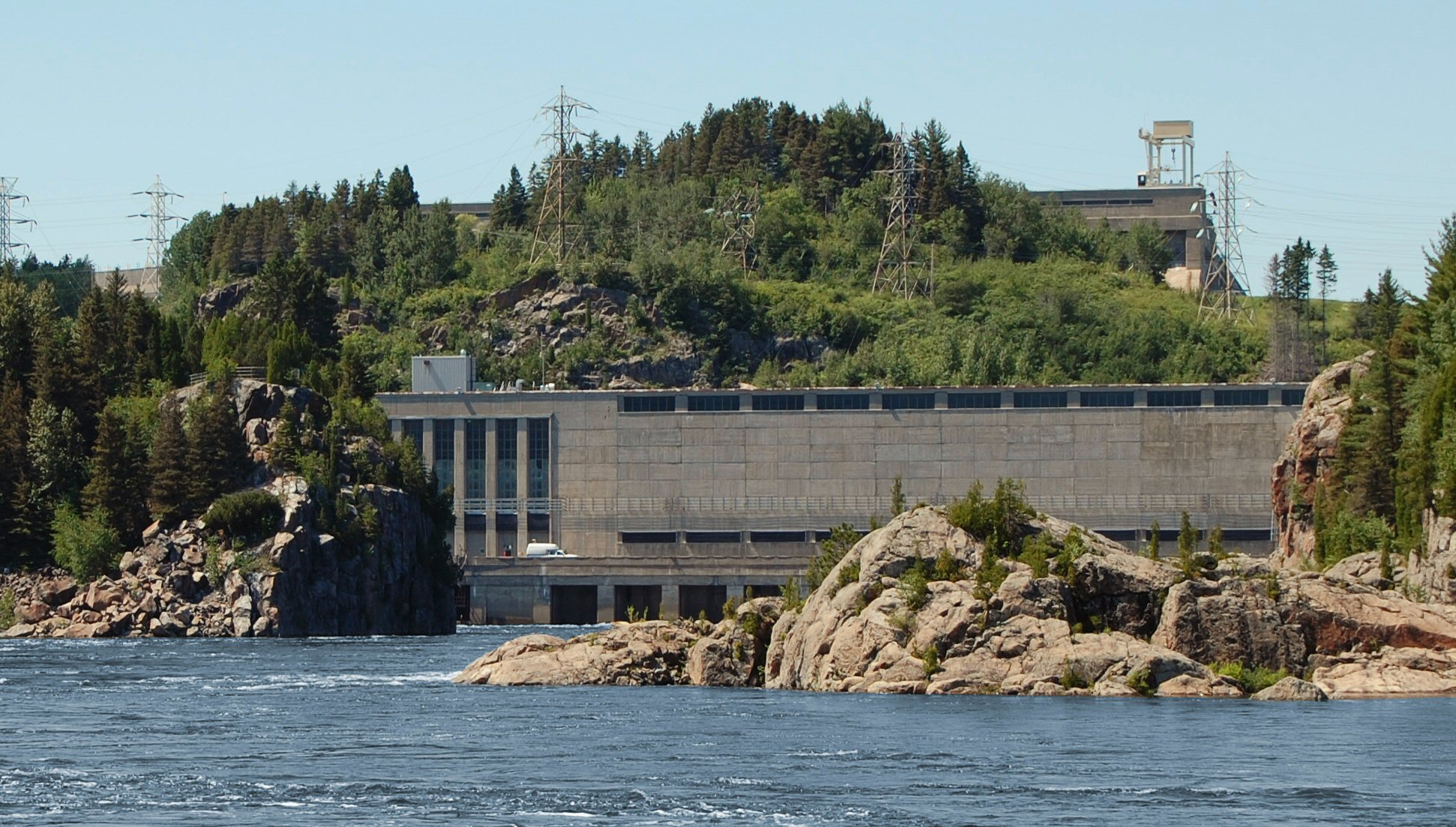
Avec une puissance installée de 924 MW, la centrale de Shipshaw est la plus importante du réseau de RTA.

Rio Tinto Alcan est le plus important producteur privé d'électricité au Québec et deuxième en importance, derrière Hydro-Québec. L'entreprise possède six centrales hydroélectriques installées sur les rivières Saguenay et Péribonka, dans la région du Saguenay-Lac-Saint-Jean. La puissance installée combinée de ces installations s'établissait à 2 919 MW en 2008.
| Centrale          | Mise en service  | Hauteur de chute (m) | Débit maximal (m2/s) | Nombre d'ouvrages | Superficie du réservoir (km2) | Nombre de groupes | Puissance installée (MW) |
| Rivière Saguenay  | Rivière Saguenay | Rivière Saguenay     | Rivière Saguenay     | Rivière Saguenay  | Rivière Saguenay              | Rivière Saguenay  | Rivière Saguenay         |
| ----------------- | ---------------- | -------------------- | -------------------- | ----------------- | ----------------------------- | ----------------- | ------------------------ |
| Isle-Maligne      | 1926             | 33.5                 | 1525                 | 9                 | 1 053                         | 12                | 448                      |
| Chute-à-Caron     | 1931             | 48.8                 | 585                  | 1                 | 32                            | 4                 | 222                      |
| Shipshaw          | 1943             | 64                   | 1 645                | 6                 | 32.5                          | 12                | 947                      |
| Rivière Péribonka |                  |                      |                      |                   |                               |                   |                          |
| Chute-des-Passes  | 1959             | 195.1                | 570                  | 4                 | 316                           | 5                 | 833                      |
| Chute-du-Diable   | 1952             | 33.5                 | 850                  | 2                 | 47                            | 5                 | 224                      |
| Chute-à-la-Savane | 1953             | 33.5                 | 810                  | 1                 | 18.5                          | 5                 | 245                      |

En plus d'être propriétaire de ces centrales, qui fournissent 90 % des besoins en énergie de ses alumineries au Québec, le reste étant alimenté par Hydro-Québec, les installations de l'entreprise jouent aussi un rôle régulateur d'un bassin versant de 73 800 km2. Les bassins versants s'étendent sur une distance de 550 km du nord au sud et de 200 km d'est en ouest.
Trois plans d'eau sont utilisés pour stocker les apports naturels. Le lac Saint-Jean reçoit le ruissellement de ses quatre affluents majeurs, les rivières Péribonka, Ashuapmushuan, Mistassini-Mistassibi et Métabetchouane, ce qui représente 75 % des apports du bassin versant. Pour le reste, l'entreprise dispose également de deux réservoirs pour réguler les bassins versants de lac Manouane et de Passes-Dangereuses, dans la partie amont du bassin versant de la rivière Péribonka.